# Albatrellus peckianus
 Albatrellus peckianus — вид базидіомікотових грибів родини альбатрелові (Albatrellaceae) порядку русулальні (Russulales).